# Сухорук Петро Маркович
Петро Маркович Сухорук (17 квітня 1939, село Великі Кринки, тепер Глобинського району Полтавської області — 24 вересня 2000, село Великі Кринки Глобинського району Полтавської області) — український радянський діяч, начальник механізованого загону колгоспу імені Горького Глобинського району Полтавської області, Герой Соціалістичної Праці (6.06.1984). Депутат Верховної Ради УРСР 11-го скликання.

## Біографія
Освіта середня. У 1954 році закінчив семирічну Великокринківську школу Полтавської області. У 1958 році закінчив Софинське училище механізації сільського господарства Полтавської області.
З 1954 року — причіплювач, комбайнер, ланковий механізованої ланки по вирощуванню цукрових буряків колгоспу імені Горького Глобинського району Полтавської області.
Член КПРС з 1964 року.
З 1984 року — начальник механізованого загону колгоспу імені Горького Глобинського району Полтавської області.
Потім — на пенсії в селі Великі Кринки Глобинського району Полтавської області.

## Нагороди
- Герой Соціалістичної Праці (6.06.1984)
- два ордени Леніна (1976, 6.06.1984)
- орден Трудового Червоного Прапора (1972)
- медаль «За доблесну працю. В ознаменування 100-річчя з дня народження Володимира Ілліча Леніна» (1970)
- медаль «За трудову відзнаку» (1971)
- медалі
- лауреат Державної премії Української РСР (1983)